# Witold Knast
Witold Wojciech Knast (ur. 17 kwietnia 1933 w Witkowie, zm. 26 maja 2020) – polski chirurg, prof. dr hab.

## Życiorys
W 1958 ukończył studia na Akademii Medycznej im. Piastów Śląskich. W latach 1959–1961 pracował w Szpitalu Powiatowym w Kłodzku, od 1961 w macierzystej uczelni, początkowo w II Klinice Chirurgii (1961–1972). W 1966 uzyskał II stopień specjalizacji z chirurgii ogólnej. W 1968 uzyskał stopień doktora za pracę pt. Doświadczenia nad przeszczepami żylnymi własnymi w zakresie układu żylnego kończyn. W latach 1972–1983 pracował w Klinice Torakochirurgii AM. W 1973 uzyskał II stopień specjalizacji z torakochirurgii. W 1977 habilitował się na podstawie pracy zatytułowanej Ocena pośredniej rewaskularyzacji serca z zastosowaniem przeszczepu żylnego. W 1991 nadano mu tytuł profesora w zakresie nauk medycznych.
Od 1983 pracował w Katedrze i Klinice Chirurgii Przewodu Pokarmowego i Chirurgii Ogólnej na Wydziale Lekarskim Kształcenia Podyplomowego Akademii Medycznej im. Piastów Śląskich, kierował nią od 1996.
Pochowany na Cmentarzu św. Wawrzyńca we Wrocławiu.

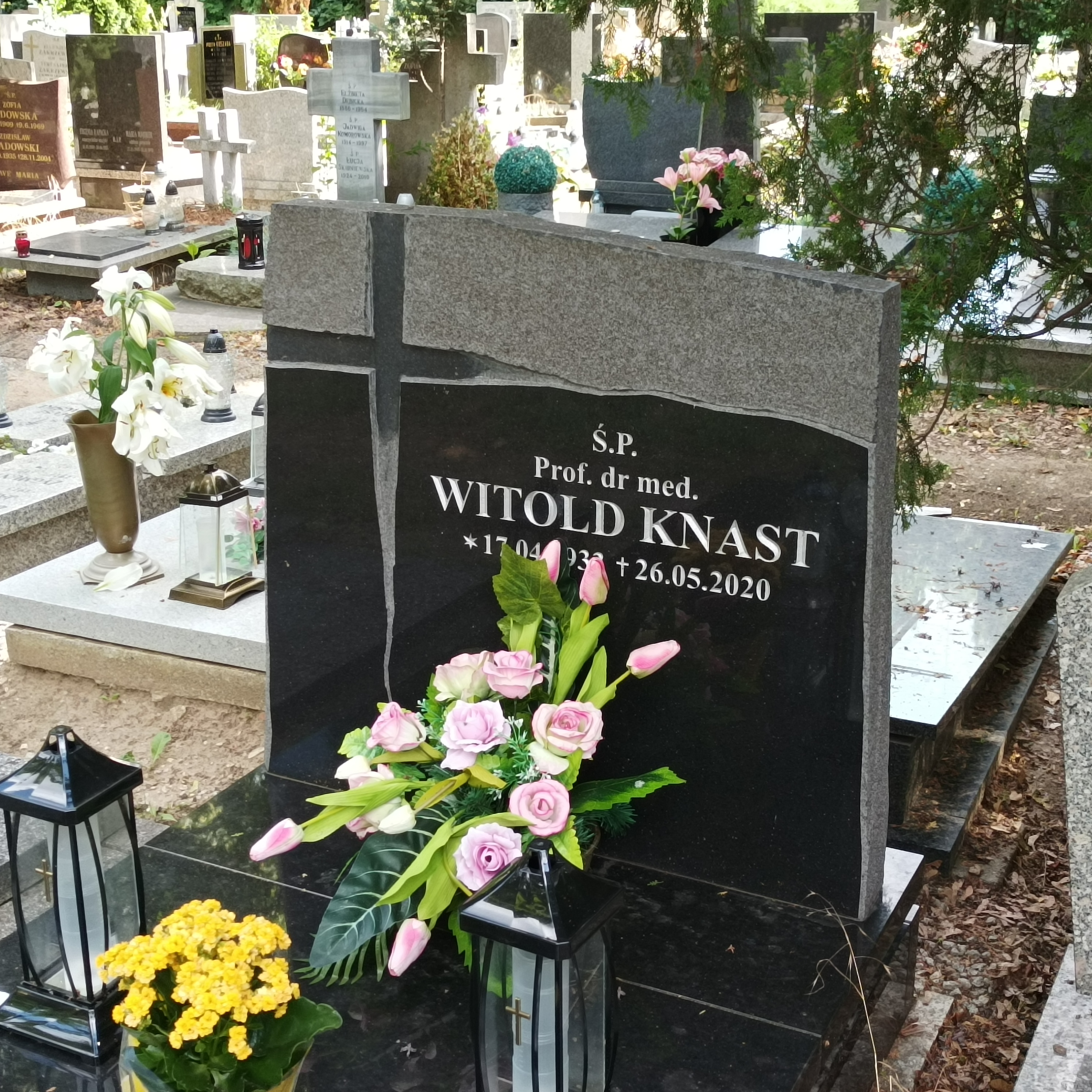
Grób prof. Witolda Knasta na cmentarzu św. Wawrzyńca we Wrocławiu

## Odznaczenia i wyróżnienia
- Medal Zasłużony dla Ziemi Legnickiej[3]
- Medal Zasłużony dla Akademii Medycznej[3]
- Medal Komisji Edukacji Narodowej[3]
- Krzyż Kawalerski Orderu Odrodzenia Polski (2002)[5]
- Złoty Krzyż Zasługi (1996)[6][2]